# Терско-Сунженская возвышенность
Те́рско-Су́нженская возвы́шенность — возвышенность на юго-востоке Предкавказья, между Тереком на севере и его притоком Сунжей на юге. Административно расположен на территории четырёх республик: Кабардино-Балкарии, Северной Осетии, Ингушетии и Чечни.
Возвышенность состоит из двух широтных хребтов — Терского (протяжённость 150 км, высота до 701 м) и Сунженского (протяжённость 140 км, высота до 926 м), разделённый Алханчуртской долиной, по которой проложен Алханчуртский канал. В районе так называемого Моздокского коридора оба хребта максимально приближаются и отдалены друг от друга лишь долиной реки Журуко.  
Возвышенность сложена песчано-глинистыми отложениями и покрыта лёссовидными суглинками. Здесь расположены основные месторождения Грозненского нефтяного района. В Терском хребте имеются выходы термальных сернисто-углекислых источников. На склонах преобладают горно-степные ландшафты; на западе Сунженского хребта — участки дубовых и грабовых лесов.